# Glossoloma harlequinoides
Glossoloma harlequinoides är en tvåhjärtbladig växtart som beskrevs av J.L. Clark. Glossoloma harlequinoides ingår i släktet Glossoloma och familjen Gesneriaceae. Inga underarter finns listade i Catalogue of Life.